# Grace (Jeff Buckley)
Grace («gràcia») és el disc de debut del cantautor californià Jeff Buckley, publicat l'any 1994.

## Contingut
La versió original té deu cançons (cinc en cada cara del disc de vinil): comença amb "Mojo Pin" i "Grace", dos cançons coescrites amb el guitarriste Gary Lucas durant l'època que Buckley formà part del seu projecte Gods & Monsters; la balada "Last Goodbye" va ser el primer single triat per la discogràfica; la versió de "Lilac Wine" és hereva de la de Nina Simone; i "So Real" tanca la primera banda del disc com un mantra; la cara B comença amb la versió de "Hallelujah", la més coneguda del disc, seguida d'una altra balada comercial, "Lover You Should've Come Over", i de la peça més atípica del conjunt, l'obra sacra "Corpus Christi Carol"; el disc acaba amb un tema de rock dur, "Eternal Life", i una altra composició onírica, "Dream Brother".
La primera pista, "Mojo Pin", fa de lligam entre el so de la seua etapa com a cantautor electrificat en Live at the Sin-é i el grunge de començaments de la dècada de 1990, secundat per una banda de rock potent i amb tot el rang de la seua veu, del crit desgarrat al falsetto, com fa també en la cançó titular, "Grace"; "Last Goodbye" és el tema més pop del disc, el més difós en MTV, el millor classificat en vida en les llistes estatunidenques —en el desseté lloc de «cançons alternatives»— i, pòstumament, en la banda sonora de la pel·lícula Vanilla Sky (2001) i en el sèptim lloc de les millors cançons de la història per a la revista australiana Triple J (2009); la tensió instrumental reapareix en "So Real", una cançó que estigué a punt de quedar-se fora del disc i que, al remat, no només fon llançada com a single, sinó com a l'únic videoclip narratiu que Buckley acceptà rodar en vida; "Lover, You Should've Come Over", considerada la millor cançó de tota la seua discografia en la revista Paste, és una cançó de desamor que, per la durada de vora set minuts, hagué de ser recurtada per a l'edició com a single.

## Crèdits del disc
Músics:

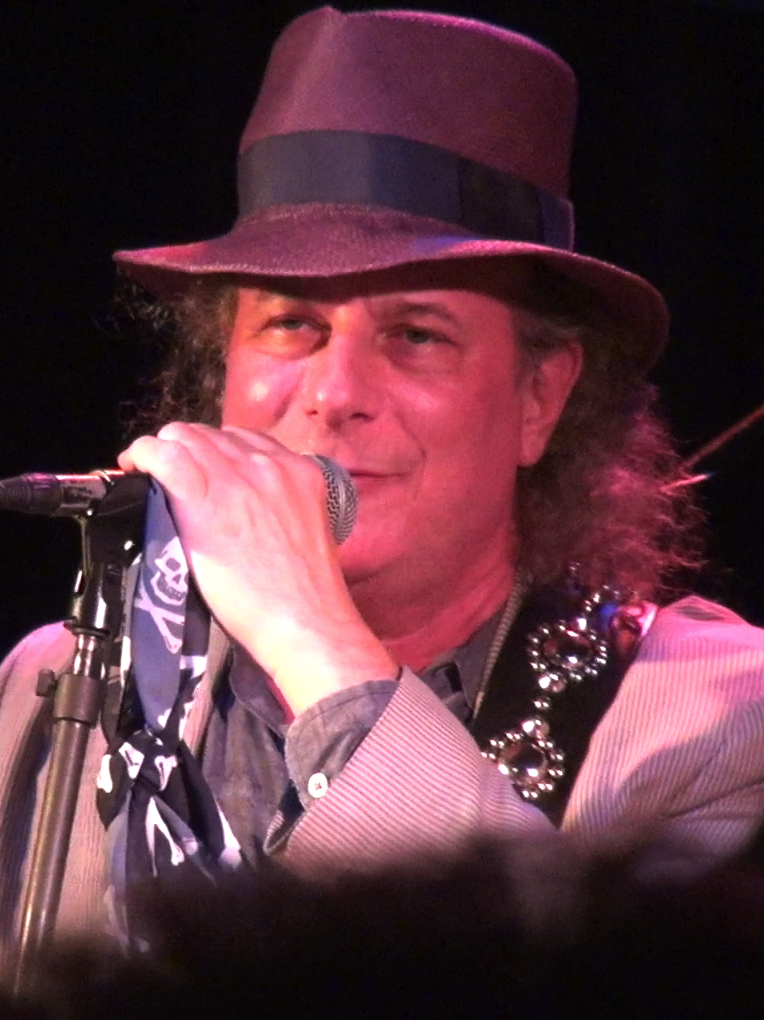
Lucas, coautor de Mojo Pin i Grace

- Jeff Buckley: veu, guitarres, harmònium, orgue, dulcimer, tabla adicional en "Dream Brother"
- Mick Grøndahl: baix elèctric
- Matt Johnson : bateria (instrument musical), percussió, vibràfon en "Dream Brother"
- Michael Tighe: guitarra en "So Real"
- Gary Lucas: «magicoguitarrística» en "Mojo Pin" i "Grace"
- Loris Holland: orgue en "Lover, You Should've Come Over"
- Misha Masud: tabla en "Dream Brother"
- Karl Berger: arranjaments de corda

Tècnics:

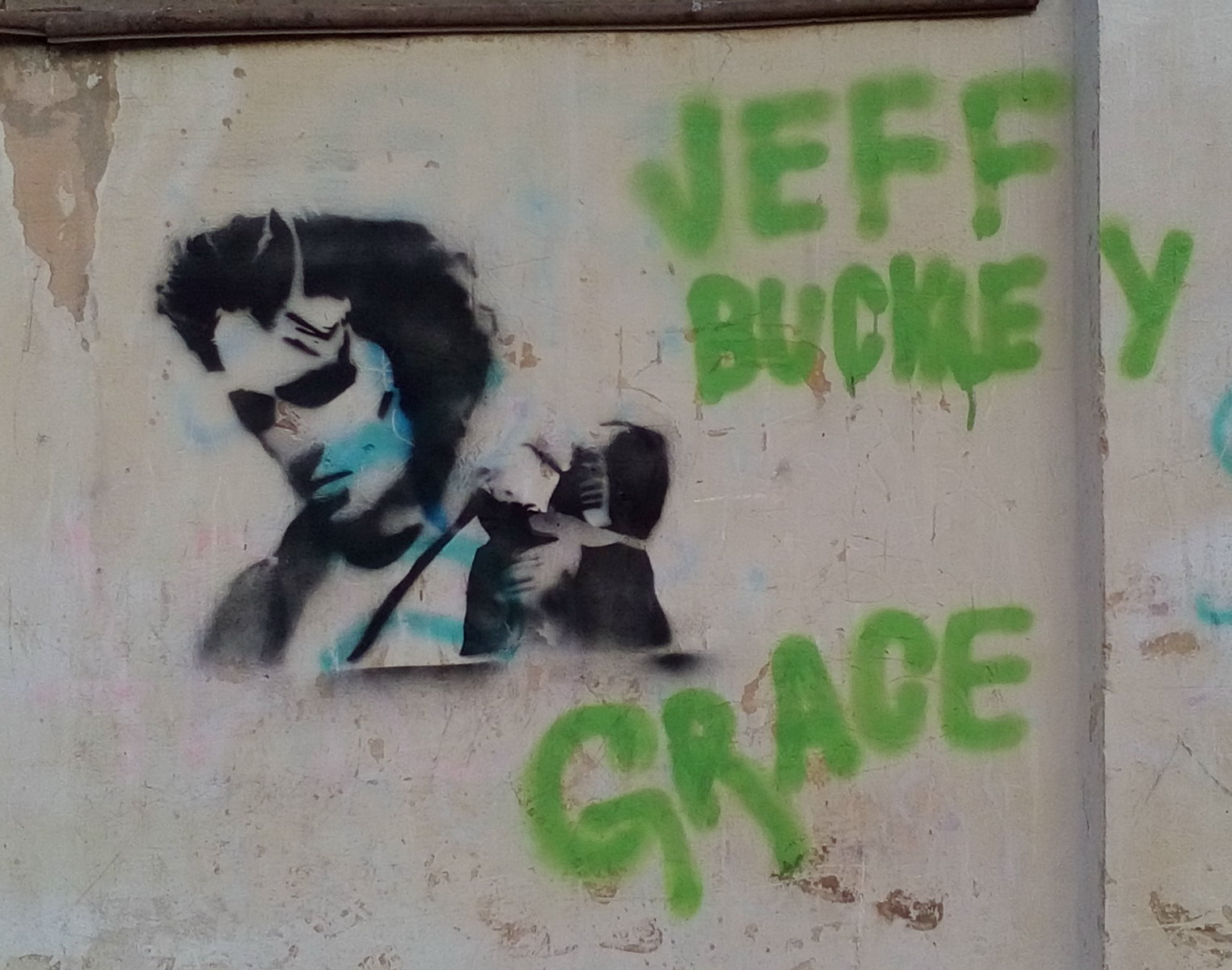
Grafit de la portada

- Produït, enregistrat i mesclat per Andy Wallace the First.
- Masteritzat per Howie Weinberg a Masterdisk.
- "So Real" produïda per Jeff Buckley, enregistrada per Clif Norrell, mesclada per Andy Wallace.
- "Corpus Christi Carol" i "Dream Brother", enregistraments addicionals per Clif Norrell.
- Tècnics d'estudi: Chris Laidlaw a Bearsville, Steve Sisco a Quantum Sound Bryant Jackson a Soundtrack Studios, Reggie Griffith.
- Direcció artística i disseny: Nicky Lindeman, Christohper Austopchuck.
- Assistent de disseny: Jennifer Cohen.
- Fotografia: Merri Cyr, David Gahr.

## Recepció i crítiques
Grace aparegué el mateix any que altres discs d'artistes estatunidencs com Dookie, Live Through This, Mellow Gold, Superunknown, The Downward Spiral o Weezer; el ritme lent de vendes i les pobres crítiques del disc feren que Columbia volguera publicar l'únic descart de l'àlbum, "Forget Her", com a single, però Buckley es negà (només s'inclogué en algunes edicions pòstumes, al final del disc).
| «                                              | Després de polir la seua interpretació vocal amb una lluentor embruixadora tocant en l'escena punk-folk del Lower East Side de Manhattan, este fill del cantautor Tim Buckley sobrepassa son pare amb un conjunt de cançons encisador i sorprenentment original. La veu de Buckley cau a plom entre Freddie Mercury i Art Garfunkel, sonant com un àngel i un dimoni tot en un. Massa bo per a ser veritat. A+ | » |
| — Dimitri Ehrlich, Entertainment Weekly (1994) | |   |

La revista Rolling Stone el puntuà amb tres de cinc estreles, en destacava la interpretació de "Lilac Wine" i comparava el fraseig jazz amb el de l'àlbum Greetings from L.A. (1972) de son pare.
En canvi, Robert Christgau, el «degà dels crítics americans de rock and roll» en The Village Voice, li donà una C i qualificà Buckley de «cabró sincrètic» sense entrar a analitzar el contingut del disc: «Preguem que la força del hype l'envie a fer la mà a Urà.»
Les opinions pòstumes són més favorables al disc i, encara que seguixen criticant la mescla d'estils, de referents i el fet que la peça més coneguda del conjunt siga una versió de Cohen, el posen en perspectiva amb la hipotètica trajectòria de Buckley, que mai arribà a realitzar.

## Edicions
| 1.            | «Mojo Pin»                                              | Buckley / Lucas              | 05:42 |
| 2.            | «Grace»                                                 | Buckley / Lucas              | 05:22 |
| 3.            | «Last Goodbye»                                          | Buckley                      | 04:35 |
| 4.            | «Lilac Wine»                                            | James Alan Shelton           | 04:32 |
| 5.            | «So Real»                                               | Buckley / Tighe              | 04:43 |
| 6.            | «Hallelujah»                                            | Leonard Cohen                | 06:53 |
| 7.            | «Lover, You Should've Come Over»                        | Buckley                      | 06:43 |
| 8.            | «Corpus Christi Carol»                                  | Benjamin Britten             | 02:56 |
| 9.            | «Eternal Life»                                          | Buckley                      | 04:52 |
| 10.           | «Dream Brother»                                         | Buckley / Grøndahl / Johnson | 05:26 |
| 11.           | «Forget Her» (només en algunes edicions internacionals) |                              |       |
| Durada total: | Durada total:                                           | Durada total:                | 51:44 |

| 1. | «So Real» (versió acústica enregistrada en viu al Japó en gener del 1995)              |  |
| 2. | «Dream Brother» (en viu al Club Logo d'Hamburg, 22 de febrer del 1995)                 |  |
| 3. | «Grace» (en viu al Shepherd's Bush Empire, 4 de març del 1995 —exclusiva d'este disc—) |  |
| 4. | «Mojo Pin» (en viu al Wetlands, novembre del 1994)                                     |  |

Deu anys després de la publicació, Sony comercialitzà una edició de tres discs òptics en la sèrie Legacy («llegat») que inclou un segon CD amb la descartada "Forget Her", la revisió "Eternal Life (Road Version)" i versions com "Alligator Wine", "Kanga-Roo", "Kick Out the Jams", "Mama, You Been On My Mind", "Parchman Farm Blues" o "The Other Woman", a més d'un DVD amb un documental sobre la gravació del disc, The Making of Grace.
| 1.  | «Forget Her»                                  |               | 5:12  |
| 2.  | «Dream Brother» (Alternate Take)              |               | 8:48  |
| 3.  | «Lost Highway»                                | Hank Williams | 5:08  |
| 4.  | «Alligator Wine»                              |               | 3:20  |
| 5.  | «Mama, You Been On My Mind»                   |               | 3:26  |
| 6.  | «Parchman Farm Blues/ Preachin' Blues»        |               | 6:17  |
| 7.  | «The Other Woman»                             |               | 3:06  |
| 8.  | «Kanga-Roo»                                   | Alex Chilton  | 14:08 |
| 9.  | «I Want Someone Badly» (amb Shudder To Think) |               | 2:35  |
| 10. | «Eternal Life» (Road Version)                 |               | 4:52  |
| 11. | «Kick Out the Jams» (Live At Radio Hour)      |               | 3:06  |
| 12. | «Dream Brother» (Nag Champa Mix)              |               | 8:48  |
| 13. | «Strawberry Street» (no apareix indexada)     |               | 5:26  |

| 1. | «The Making of Grace» (documental) |  |  |
| 2. | «Grace» (videoclip)                |  |  |
| 3. | «Last Goodbye» (videoclip)         |  |  |
| 4. | «So Real» (videoclip)              |  |  |
| 5. | «Eternal Life» (videoclip)         |  |  |
| 6. | «Forget Her» (videoclip inèdit)    |  |  |
| 7. | «Discography» (discografia)        |  |  |

| 1. | «Grace»             |  |  |
| 2. | «Grace» (live)      |  |  |
| 3. | «Mojo Pin» (live)   |  |  |
| 4. | «Hallelujah» (live) |  |  |